# Tre' Jackson
(en) Statistiques sur pro-football-reference
Tre' Jackson, né le 14 décembre 1992, est un joueur américain de football américain. Il joue actuellement avec les Patriots de la Nouvelle-Angleterre.

## Biographie
Il est né à Jesup, il a étudié à l'école "Wayne County High School". Il débute avec les Yellow Jackets de Georgia Tech, il protège le quarterback Greyson Lambert. Il passe une saison au Seminoles de Florida State. En 2015 il est engagé par les Patriots de la Nouvelle-Angleterre.

## Palmarès
- Patriots de la Nouvelle-Angleterre (2011–présent), vainqueur du Super Bowl LI